# Taylor Vause
Taylor Vause (* 28. September 1991 in Calgary, Alberta) ist ein kanadischer Eishockeyspieler, der seit Juni 2021 beim EC Bad Nauheim aus der DEL2 unter Vertrag steht und dort auf der Position des Centers spielt. Zuvor war Vause unter anderem fünf Spielzeiten für die Vienna Capitals in der Erste Bank Eishockey Liga (EBEL) bzw. ICE Hockey League aktiv und absolvierte 130 Spiele in der American Hockey League (AHL), wo er im Jahr 2014 mit den Texas Stars den Calder Cup gewann.

## Karriere

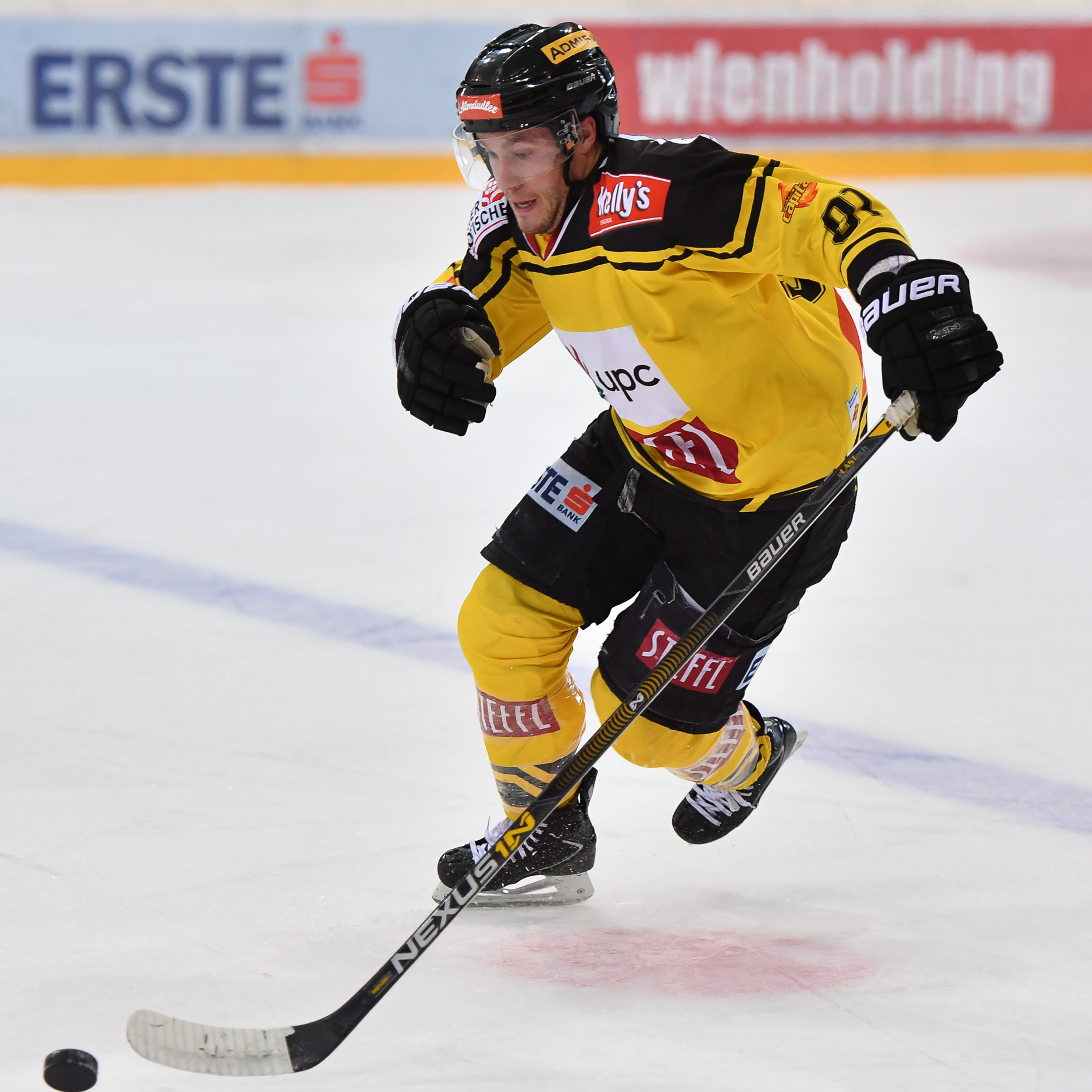
Vause im Trikot der Vienna Capitals (2016)

Vause spielte in seiner Jugend zwischen 2008 und 2012 bei den Swift Current Broncos in der Western Hockey League (WHL). Dort wurde der Stürmer am Ende der Saison 2011/12 mit der Doug Wickenheiser Memorial Trophy ausgezeichnet. Er machte sein Profidebüt bei den Texas Stars in der American Hockey League (AHL) am Ende der AHL-Spielzeit 2011/12 und gewann zwei Jahre später mit dem Team den Calder Cup.
Nach der Saison 2014/15 bei den Adirondack Flames, dem Farmteam der Calgary Flames, und den Colorado Eagles wechselte Vause nach Europa zum HC Bozen in die Erste Bank Eishockey Liga (EBEL). Zur folgenden Saison wechselte der Kanadier innerhalb der EBEL zum österreichischen Hauptstadtklub Vienna Capitals, wo er zunächst einen Einjahresvertrag unterschrieb. Im Frühjahr 2017 gewann er mit den Capitals die Österreichische Meisterschaft und war in der Saison 2017/18 der Spieler mit der besten Plus/Minus-Statistik der gesamten Liga. Aufgrund mehrerer Vertragsverlängerungen stand Vause letztlich fünf Jahre bis zum Sommer 2021 bei den Capitals unter Vertrag und erzielte in 328 Spielen für die Wiener insgesamt 248 Scorerpunkte.
Im Juni 2021 verließ Vause die Capitals und erhielt einen Vertrag beim EC Bad Nauheim aus der DEL2.

## Erfolge und Auszeichnungen
- 2012 Doug Wickenheiser Memorial Trophy
- 2014 Calder-Cup-Gewinn mit den Texas Stars
- 2017 Österreichischer Meister mit den Vienna Capitals
- 2019 Topscorer der EBEL-Playoffs

## Karrierestatistik
Stand: Ende der Saison 2024/25
(Legende zur Spielerstatistik: Sp oder GP = absolvierte Spiele; T oder G = erzielte Tore; V oder A = erzielte Assists; Pkt oder Pts = erzielte Scorerpunkte; SM oder PIM = erhaltene Strafminuten; +/− = Plus/Minus-Bilanz; PP = erzielte Überzahltore; SH = erzielte Unterzahltore; GW = erzielte Siegtore; 1 Play-downs/Relegation; Kursiv: Statistik nicht vollständig)